# XOX Berhad
XOX Berhad（MYX：0165），也称为XOX MOBILE是一家移动虚拟网络运营商，通过天地通的4G +，4G，3G和2G网络基础设施在马来西亚提供移动电话服务。它成立于2005年，虽然XOX MOBILE正在与天地通合作，它保持自己的品牌标识，客户服务，管理结构和工作人员。